# Fontenay-sur-Vègre

Fontenay-sur-Vègre este o comună în departamentul Sarthe, Franța. În 2009 avea o populație de 332 de locuitori.